# Sonnis
Sonnis is een gehucht dat zich bevindt op 2 km ten noordoosten van Helchteren.

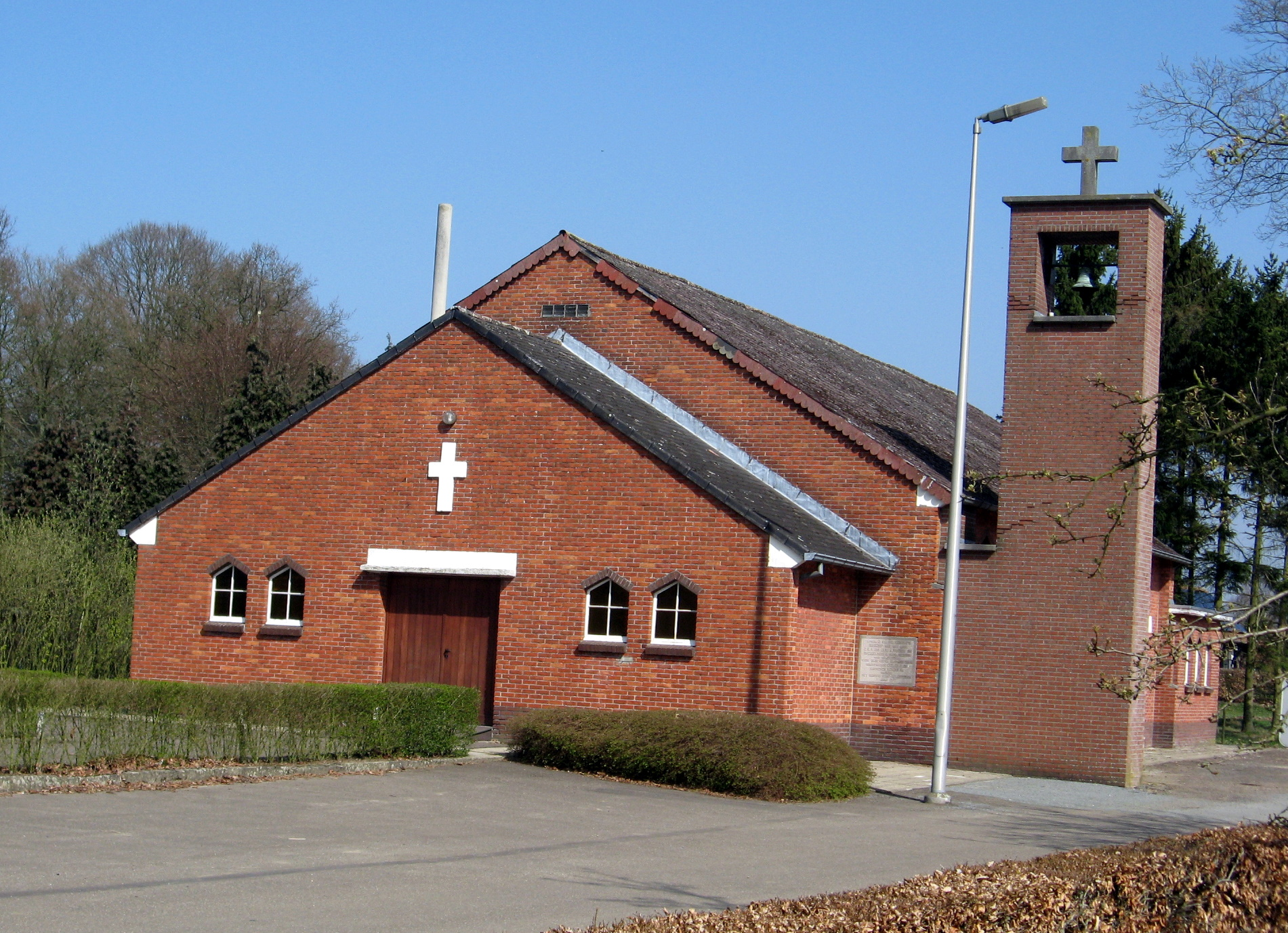
Sin-Jan Berchmanskerkje

Sonnis bezit een hulpkerkje gewijd aan Sint-Jan Berchmans gelegen aan het Berbestraatje. Reeds in 1950 wilde men hier een kerkje bouwen. In 1957 kwam het gereed. Het is een eenvoudig, in rode baksteen opgetrokken gebouwtje met ernaast een vierkante, bakstenen toren. Architect was P. Ceelen.
Ten westen van Sonnis bevindt zich Kasteel Den Dool. Ten zuiden bevindt zich het schietterrein "Sonnisheide". Ten oosten en ten zuidoosten van Sonnis ligt het uitgestrekte heidegebied van de Donderslagse Heide (een militair schietterrein).
Deelgemeenten: Helchteren · Houthalen

Overige kernen: Houthalen-Oost · Laak · Kwalaak · Lillo · Meulenberg · Sonnis

Belgische gemeenten · Arrondissement Maaseik · Limburg · Vlaanderen